# Pietro Cortiula
Pietro Cortiula (... – Ovaro, 2 maggio 1945) è stato un presbitero italiano, medaglia d'oro al valor civile.